# NGC 5738
NGC 5738 (другие обозначения — MCG 0-38-2, ZWG 20.4, PGC 52614) — линзообразная галактика (S0) в созвездии Дева.
Этот объект входит в число перечисленных в оригинальной редакции «Нового общего каталога».